# Las mujeres en la descolonización de África
Los movimientos nacionalistas e independentistas en toda África han estado dirigidos predominantemente por hombres. Sin embargo, las mujeres también desempeñaron papeles importantes. El papel de las mujeres en los movimientos independentistas africanos fue diverso y varió según cada país. Muchas mujeres creían que su liberación estaba directamente relacionada con la liberación de sus países. Las mujeres participaron en diversos roles anticoloniales, desde la organización de base hasta brindar apoyo crucial durante la lucha por la independencia. Sus actividades incluyeron la organización de protestas, la distribución de propaganda anticolonial y el ofrecimiento de ayuda vital, como alimentos y atención médica, a los soldados guerrilleros heridos. Además, algunas mujeres participaron activamente en combates en primera línea junto a sus homólogos masculinos. Las mujeres que participaban en la lucha anticolonial a menudo se enfrentaban a la oposición violenta de las autoridades coloniales, lo que se traducía en encarcelamientos y torturas como consecuencia de su participación. A pesar de las importantes contribuciones y las dificultades sufridas por las mujeres durante el proceso de descolonización, su papel en la lucha por la independencia en todo el continente a menudo se ha pasado por alto en los relatos históricos. En muchos relatos de la historia africana dominante, las contribuciones de las mujeres siguen siendo en gran medida invisibles o mal representadas, lo que conduce a una falta de reconocimiento en comparación con sus homólogos masculinos.

## Argelia

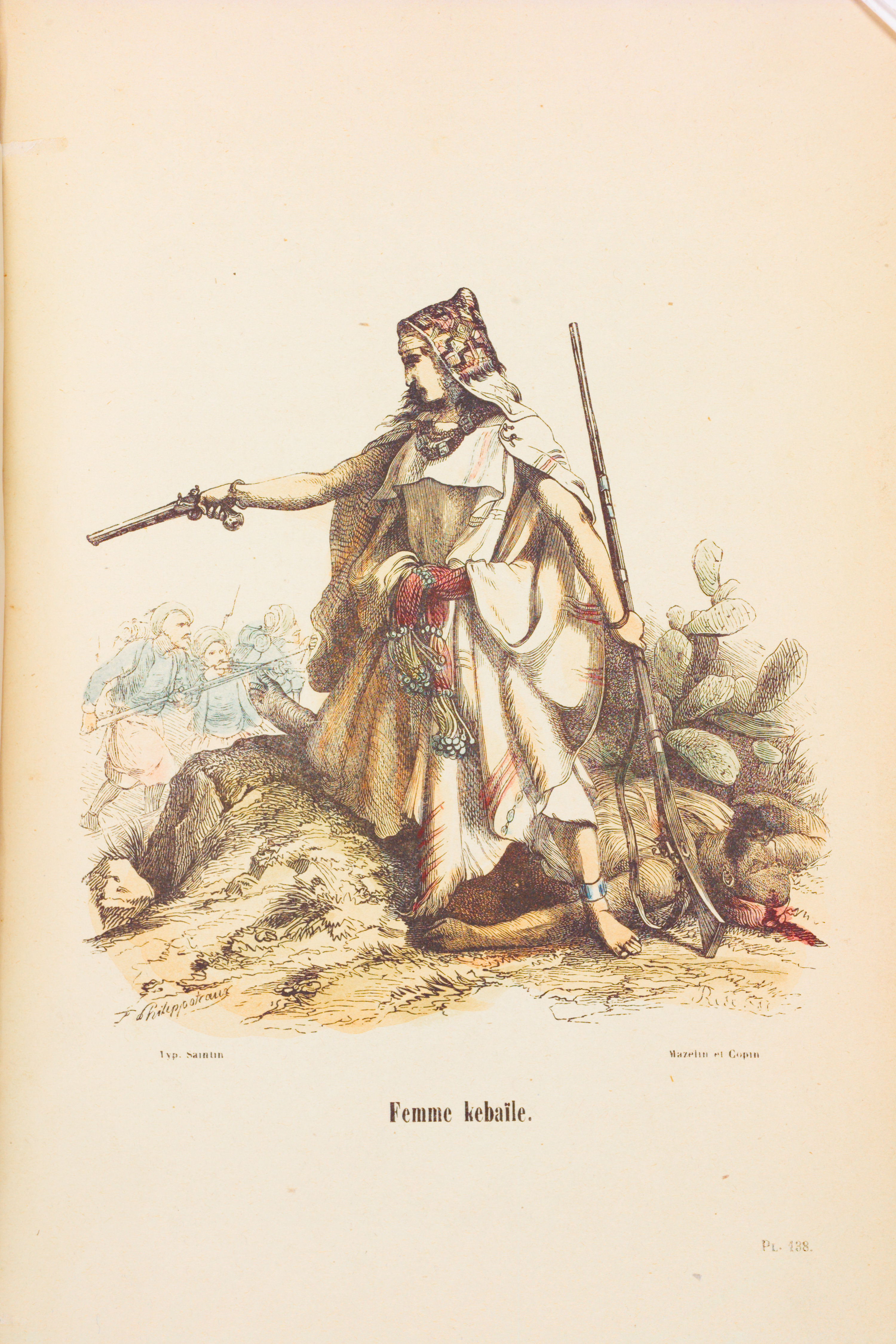
Femme kebaïle de Henri Félix Emmanuel Philippoteaux, utilizada a menudo para representar a Lalla Fadhma N’Soumer

Aunque existe cierta controversia sobre quién diseñó exactamente la bandera,  generalmente se atribuye a Émilie Busquant, esposa del líder nacionalista argelino Messali Hadj, haber cosido la primera versión de la bandera argelina en 1934.

### Guerra de Argelia
Las mujeres desempeñaron diversos papeles durante la guerra de Argelia. La mayoría de las musulmanas que participaron activamente lo hicieron en el bando del Frente de Liberación Nacional (FLN). Los franceses incluyeron a algunas mujeres, tanto musulmanas como francesas, en su esfuerzo bélico, pero no estaban tan plenamente integradas ni se les encomendó la misma amplitud de tareas que a las mujeres del bando argelino. El número total de mujeres que participaron en el conflicto, determinado por el registro de veteranos de posguerra, se cifra en 11.000, pero es posible que esta cifra fuera significativamente mayor debido a la infradeclaración.

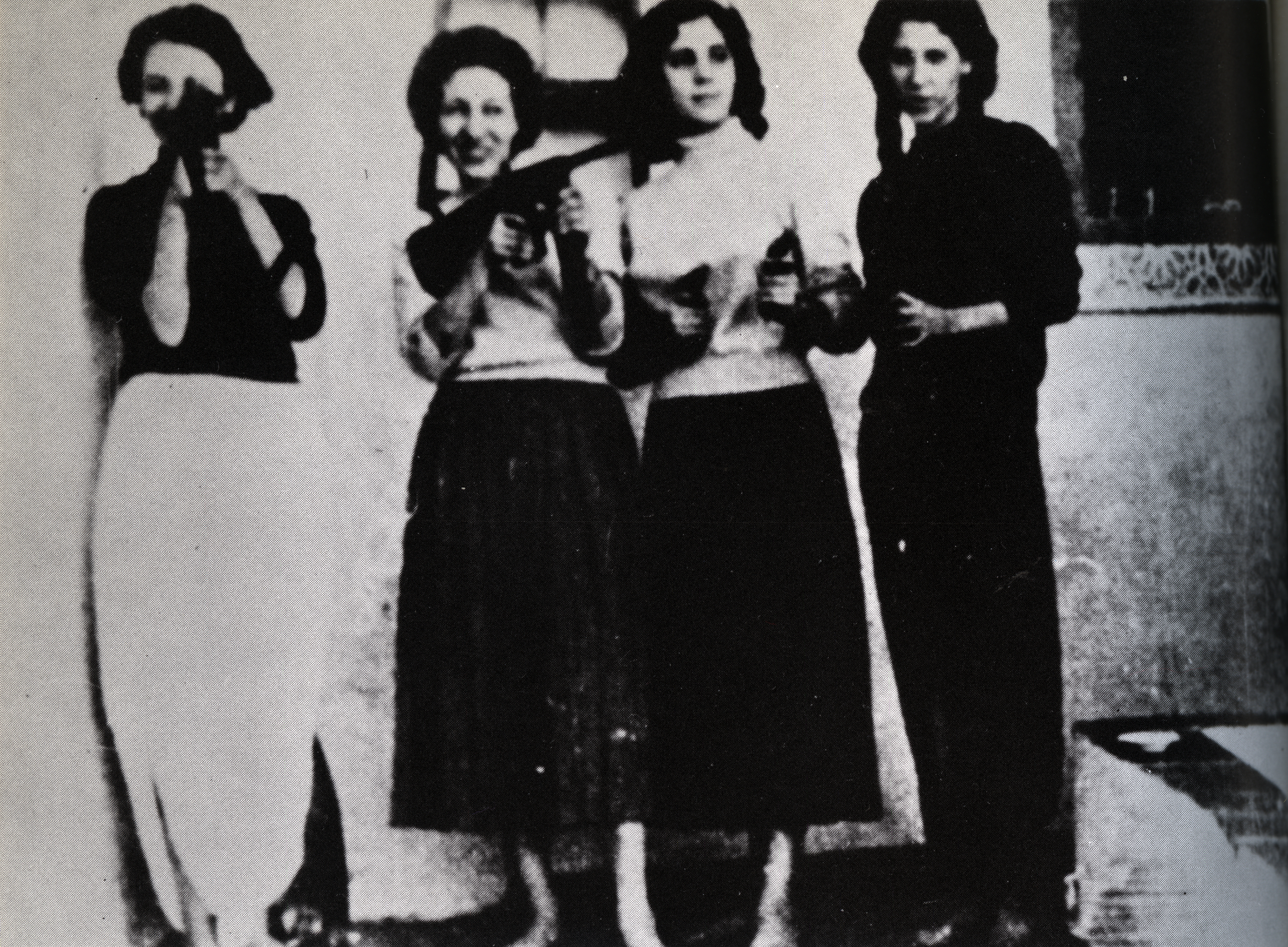
Mujeres bombarderas del FLN. De izquierda a derecha, Samia Lakhdari, Zohra Drif, Djamila Bouhired, Hassiba Bent-Bouali.

Las experiencias de las mujeres de origen urbano y rural en la revolución fueron muy diferentes. Las mujeres urbanas, que constituían alrededor del veinte por ciento del total de la fuerza, habían recibido algún tipo de educación y, por lo general, decidieron entrar en el bando del FLN por voluntad propia. Por otro lado, las mujeres rurales, el ochenta por ciento restante y en su mayoría analfabetas, a menudo se vieron involucradas en el conflicto debido a su situación geográfica con respecto a las operaciones del FLN.
Las mujeres actuaron en distintos ámbitos durante la rebelión. Las mujeres participaron activamente como combatientes, espías, recaudadoras de fondos, enfermeras, lavanderas y cocineras. Las mujeres ayudaron a las fuerzas combatientes masculinas en áreas como el transporte, la comunicación y la administración. Eveline Safir Lavalette contribuyó notablemente a la revolución como distribuidora de panfletos para el periódico clandestino del FLN. Aunque la mayoría de las tareas de las mujeres eran no combatientes, sus actos violentos, menos frecuentes, llamaban más la atención. La realidad era que las mujeres rurales de las redes de apoyo del maquis constituían la inmensa mayoría de las que participaban, mientras que las combatientes eran minoría.
Quizá el incidente más famoso en el que se vieron implicadas las revolucionarias argelinas fue el atentado del Milk Bar Café de 1956, cuando Zohra Drif y Yacef Saâdi colocaron tres bombas. Una en la oficina de Air France del edificio Mauritania de Argel, que no explotó, otra en una cafetería de la calle Michelet y otra en el Milk Bar Café, que mató a tres jóvenes e hirió a varios adultos y niños. En un principio, Raymonde Peschard, miembro del Partido Comunista Argelino, fue acusado de complicidad en los atentados y tuvo que huir de las autoridades coloniales. Sin embargo, en septiembre de 1957, Drif y Saâdi fueron detenidos y condenados a veinte años de trabajos forzados en la prisión de Barbarroja. Drif fue indultada por Charles de Gaulle en el aniversario de la independencia argelina, en 1962.

## Ghana

### Nana Yaa Asantewaa

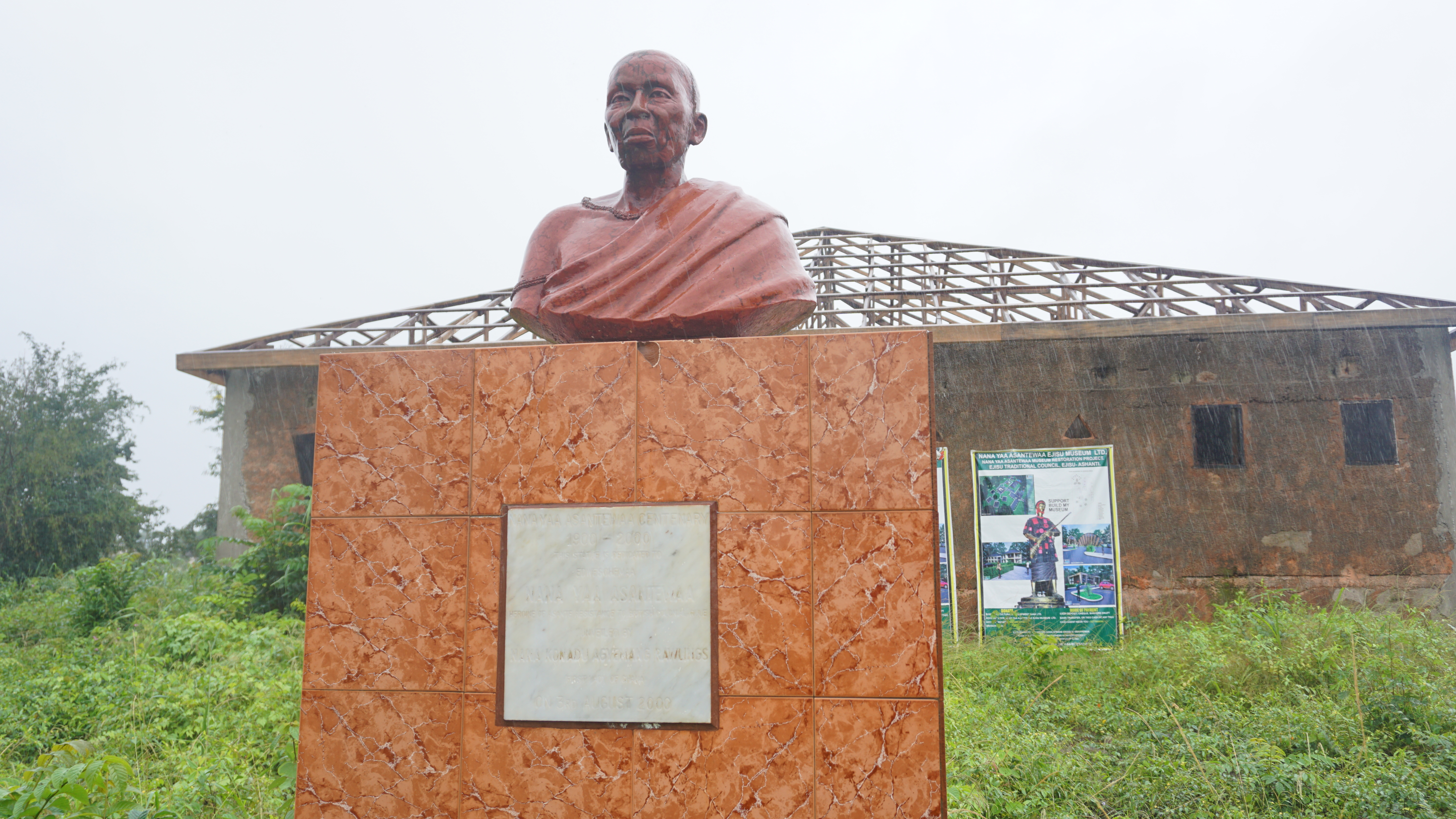
Museo construido para honrar a Yaa Asantewaa, la lideresa ashanti.

Yaa Asantewaa I (1840 – 1921) fue la reina madre de Ejisu en el imperio ashanti, que actualmente forma parte de Ghana. En 1900, lideró la Guerra Ashanti, también conocida como la Guerra del Taburete Dorado o la Guerra de Independencia de Yaa Asantewaa, contra el Imperio Británico.
Nana Yaa Asantewaa comprendió las ramificaciones de la dominación colonial británica. Los ghaneses la consideran hoy una reina madre que ejerció su derecho político y social para ayudar a defender su reino. El papel que desempeñó al influir en los hombres ashanti para que lucharan contra los británicos parece estar en función de su condición de matriarca. El pueblo ashanti está organizado en un sistema matrilineal, en el que el linaje se traza a través de las mujeres que descienden de un antepasado femenino común. Los ashanti creen que la sangre de una persona procede de la madre y el espíritu, del padre. La reina madre era la hermana del jefe y encabezaba las relaciones de parentesco. El estatus y el espíritu guerrero de Yaa Asantewaa guiaron al pueblo ashanti durante una época de incertidumbre. La llamada de Nana Yaa Asantewaa a las mujeres del imperio ashanti tiene su origen en las obligaciones políticas de las mujeres akan y su importante papel en los procesos legislativos y judiciales. La jerarquía de los taburetes masculinos del pueblo akan se complementaba con sus homólogos femeninos. Dentro del pueblo, los ancianos, que eran los jefes de los matrilinajes (mpanyimfo), constituían el consejo del pueblo, conocido como ôdekuro. Las mujeres, conocidas como mpanyinfo, llamadas aberewa o ôbaa panyin, se encargaban de los asuntos femeninos. En cada ôdekuro, una ôbaa panyin actuaba como responsable de los asuntos de las mujeres de la aldea y era miembro del consejo de la aldea.

## Nigeria
Nigeria obtuvo la independencia del Imperio Británico el 1 de octubre de 1960. Antes de esto, tuvieron lugar diversas formas y manifestaciones contra el dominio colonial. Las mujeres nigerianas desempeñaron un papel importante durante el movimiento por la independencia nacional. Antes de la independencia, las mujeres se organizaron a través de movimientos como la Revuelta de Mujeres de Abeokuta y la Guerra de las Mujeres.

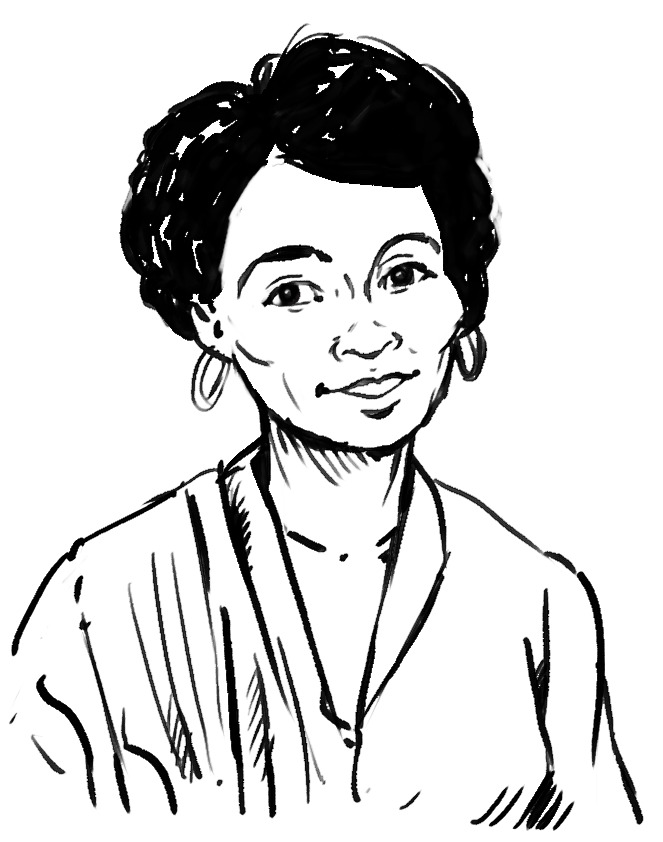
Margaret Ekpo, política nigeriana nacida en 1914.

### Margaret Ekpo
Margaret Ekpo fue una de las lideresas independentistas femeninas más importantes de Nigeria. Trabajó por unos derechos civiles más equitativos y por la independencia de Nigeria.
Ekpo fue una jefa, política y líder nacionalista independentista. En 1945, Ekpo se dedicó a la política después de que su marido, el Dr. John Udo Ekpo, se mostrara insatisfecho con el trato que la administración colonial dispensaba a los médicos indígenas nigerianos. En la Nigeria británica, los gobernantes coloniales habían concentrado el poder en los jefes varones. Tras la Guerra de las Mujeres, ella y otras mujeres fueron nombradas para sustituir a los jefes guerreros. Más tarde, en 1954, Ekpo fue nombrada miembro de la Cámara de Jefes del Este. Como jefa, reunió a mujeres de distintas etnias para reivindicar sus derechos y su independencia. Fue detenida varias veces por instigar estas manifestaciones contra la colonización británica. Como jefa, Ekpo aprobó una ley que obligaba a la policía a emplear a más mujeres en Enugu y Lagos.

Antes de la Segunda Guerra Mundial, dirigió la Asociación de Mujeres del Mercado de Aba para movilizar a las mujeres contra el dominio colonial y la opresión patriarcal. Tras la Segunda Guerra Mundial, Ekpo y la Asociación de Mujeres del Mercado de Aba siguieron movilizándose con tácticas como la compra de grandes cantidades de productos escasos y su venta sólo a miembros registrados de la asociación que asistían regularmente a las reuniones. Aprovechó la ocasión para educar a las mujeres sobre la importancia de la independencia y la descolonización.
Yo les diría a las mujeres: ¿sabéis que vuestra hija puede ser matrona de ese hospital? ¿Sabéis que vuestro marido puede ser oficial de distrito o residente? ¿Sabéis que si os unís a nosotros en las actividades políticas actuales, vuestros hijos podrían vivir algún día en barrios europeos? Cada vez que les contaba estas cosas, se interesaban por ellas... 
Tras la independencia en 1960, Ekpo participó en las Conferencias Constitucionales de Lagos y Londres. Ekpo también fue diputada en la Asamblea Nacional de Nigeria de 1960 a 1966. Su labor trascendió la política nacional. Se desplazó fuera de Nigeria para representar a las mujeres nigerianas en varias conferencias internacionales, como la Conferencia de la Unión Interparlamentaria (1964) y la Conferencia de la Federación Internacional Femenina Mundial (1963).
Además de su labor de defensa de los derechos civiles y políticos, Ekpo dejó un legado que carecía de prejuicios étnicos en un país donde existían muchas formas de etnicismo y nepotismo en la política.

## Tanzania
A finales de 1961, se estableció el estado predecesor de Tanganica mediante el Acta de Independencia de Tanganica de 1961. Esta ley puso fin al dominio británico y estableció el autogobierno. Un año después, en diciembre de 1962, se adoptó una nueva constitución republicana. Esta abolió el papel de la monarquía británica en Tanganica. La unión con el estado vecino de Zanzíbar en 1964 dio lugar a la formación de la República de Tanzania.

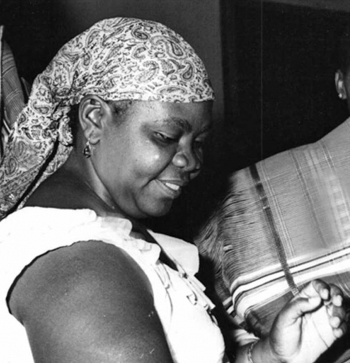
Bibi Titi Mohamed antes de octubre de 1969.

### Bibi Titi Mohamed
Bibi Titi Mohamed fue una figura destacada en la política de mujeres africanas y en el movimiento independentista de Tanganica, movilizando a las mujeres para que se unieran al partido político Unión Nacional Africana de Tanganica (TANU).
Nacida en Dar es Salaam, Bibi Titi saltó a la fama de forma inesperada. Con sólo cuatro años de educación primaria, antes de su carrera política era ama de casa y vocalista de un grupo de «Bamba». Sin embargo, a medida que se amplificaba la lucha por la libertad, Bibi Titi encontró un papel más activo en la política. En 1954 se afilió a la Unión Nacional Africana de Tanganica (TANU) convirtiéndose así en la primera mujer miembro de TANU. Abogó por la libertad política y la autonomía de la mujer. A finales de la década de 1950, Bibi Titi se había convertido en una voz destacada y poderosa en la política, haciendo campaña en favor de la libertad y el desarrollo. Tras ganar popularidad, su voz se convirtió en una poderosa fuente de sentimiento feminista y anticolonialista africano.
Tras la creación de la República de Tanzania en 1964, representó a la circunscripción de Rufiji en el Parlamento. También fue miembro del Comité Central y del Comité Ejecutivo de TANU, donde siguió abogando por una mayor libertad y por los derechos de la mujer.

Bibi Titi dejó un legado en el que pide a las mujeres que se respeten más a sí mismas y las anima a luchar por una mayor educación e igualdad de trato. En un discurso, imploró a las mujeres que aprovecharan su influencia política latente diciendo::
Os he dicho [a las mujeres] que queremos la independencia. Y no podemos conseguir la independencia si no queréis uniros al partido. Hemos dado a luz a todos estos hombres. Las mujeres somos el poder en este mundo. Nosotras somos las que parimos el mundo…

## Kenia
El 12 de diciembre de 1963, Kenia declaró su independencia de Gran Bretaña tras años de esfuerzos anticoloniales en los que participaron tanto hombres como mujeres. Las mujeres, en particular, desempeñaron un papel importante, aunque a menudo infravalorado, en diversas luchas contra el dominio colonial, incluida la participación activa en la rebelión Mau Mau.
En diversos registros coloniales, las mujeres kikuyu han sido retratadas frecuentemente como víctimas de la rebelión Mau Mau, un retrato utilizado a menudo por el gobierno británico para validar medidas estrictas y presentarse como protectoras. El papel de las mujeres en la rebelión fue más allá del mero victimismo; participaron activamente motivadas por diversos factores. Se consideraba que varias leyes coloniales, como el trabajo comunal y los impuestos de cabaña y de capitación, afectaban desproporcionadamente a las mujeres, lo que provocó resentimiento entre la población femenina. Este resentimiento, unido a otras quejas como las prácticas laborales injustas y la escasa representación política, motivó a muchas mujeres a unirse a los combatientes Mau Mau.
Las funciones desempeñadas por las mujeres en la rebelión Mau Mau fueron diversas y complejas. Las mujeres kikuyu desempeñaron un papel crucial en la organización y el mantenimiento de las líneas de suministro que facilitaban la entrega de recursos esenciales como alimentos, medicinas, armas e información a las fuerzas rebeldes. Además, las mujeres actuaban como reclutadoras, identificando y alistando activamente a combatientes capaces para que se unieran a la causa. En particular, las propias mujeres participaron como combatientes, sobre todo en las fuerzas forestales, donde se encargaron de diversas tareas del campamento, como cocinar, limpiar, recoger leña y transportar agua. Estas contribuciones polifacéticas subrayaron el papel integral de las mujeres en el apoyo y la participación activa en el movimiento Mau Mau. Su papel fue considerado importante por el gobierno británico, que reconoció su función vital como «ojos y oídos» del movimiento Mau Mau.
Las mujeres kikuyu sufrieron torturas y abusos sexuales a manos de los soldados británicos, lo que pone de relieve la complejidad de su participación.
La identidad de muchas mujeres que participaron en la rebelión Mau Mau no ha quedado registrada. Aunque algunas figuras notables, como la mariscal de campo Muthoni wa Kirima, han obtenido reconocimiento por su papel como combatientes femeninas de alto rango, hay miles de mujeres cuyos nombres no han sido documentados ni reconocidos:

### Wambui wa Kanyari
Wambui wa Kanyari, también conocida como Matron, es una importante líder femenina del movimiento Mau Mau, cuyas contribuciones a menudo se pasan por alto. Originaria de Ngariama, obtuvo reconocimiento por su notable papel en la resistencia contra las autoridades coloniales.
Dentro de la estructura administrativa de los Mau Mau, Wambui wa Kanyari desempeñó un papel fundamental en el Departamento de Medicina. Como enfermera de formación, proporcionaba atención médica esencial a los rebeldes Mau Mau en la selva. El papel de la matrona abarcaba varias tareas dentro de la asistencia sanitaria, como esterilizar jeringuillas, administrar medicamentos y atender las necesidades médicas de los combatientes. Además de las tareas médicas, ayudaba a las mujeres embarazadas que buscaban refugio en el bosque, muchas de las cuales habían sufrido incidentes traumáticos como violaciones o encarcelamientos. La matrona ayudaba en los partos y hacía de comadrona para las mujeres que daban a luz en la clandestinidad.
Además, desempeñó un papel crucial en la atención a las mujeres heridas, ofreciendo cuidados y apoyo a las que habían sufrido heridas de bala u otras lesiones durante los enfrentamientos con las fuerzas coloniales. Aunque los detalles específicos sobre la vida de Matron pueden variar en los registros históricos, sus contribuciones ejemplifican el papel vital que desempeñaron las mujeres en el movimiento Mau Mau. Su dedicación a prestar atención médica y apoyo a los compañeros rebeldes pone de manifiesto la resistencia y la solidaridad que caracterizaron la lucha por la independencia de Kenia.

### Bandi wa Kamau
Bandi wa Kamau fue una figura notable en la rebelión Mau Mau, contribuyendo significativamente al movimiento como rebelde. Entre otras cosas, ayudó a los soldados Mau Mau llevándoles comida mientras operaban en los bosques. Además, en 1953, desempeñó un papel fundamental en la salvaguarda del juramento Mau Mau, demostrando su compromiso con la causa.
Uno de los aspectos del papel de Bandi wa Kamau fue su participación para convencer a otras mujeres de que asistieran a las sesiones de juramento, en las que los nuevos reclutas juraban lealtad al movimiento Mau Mau. Se trataba de una tarea delicada, ya que requería sortear las costumbres tradicionales que disuadían a las mujeres de participar en ceremonias rituales. Los esfuerzos de Bandi por implicar a las mujeres en el proceso de juramento pretendían mantener la sensibilidad cultural y, al mismo tiempo, reforzar el apoyo a la rebelión.
Las historias de Wambui wa Kanyari y Bandi wa Kamau son un recordatorio de la importante, aunque a menudo ignorada, contribución de las mujeres a la rebelión Mau Mau y a la lucha contra el colonialismo en Kenia. Su valentía y dedicación ponen de relieve los diversos papeles que las mujeres desempeñaron en la conformación del curso de la historia de Kenia durante este período crucial.

## Costa de Marfil
Costa de Marfil, situada en la costa sudoriental de África Occidental, se independizó de Francia en agosto de 1960. Antes de la independencia, las mujeres desempeñaron un papel activo en diversos movimientos políticos, como el  Parti Démocratique de la Côte d'Ivoire — Rassemblement Démocratique Africain (PDCI-RDA), contribuyendo al avance del país hacia el autogobierno. Su participación en estos movimientos obedecía a motivaciones diversas.
Muchas mujeres estaban motivadas para unirse al PDCI debido a quejas relacionadas con el trabajo forzado, un aspecto central del descontento bajo el régimen colonial. En el norte de Costa de Marfil, donde tuvo lugar la mayor parte del reclutamiento francés, las mujeres vieron alteradas sus vidas por el reclutamiento laboral. Ver cómo enviaban a sus hijos al sur, a las plantaciones europeas, y experimentar en carne propia el reclutamiento de mano de obra avivó aún más su descontento.
La creciente represión por parte del estado colonial, marcada por el encarcelamiento de familiares varones, espoleó a las madres militantes a participar en un activismo más visible. En consecuencia, en mayo de 1949 se creó el ala femenina del PDCI, que reunió a unas 15.000 mujeres de diversas etnias, entornos socioeconómicos y niveles educativos. Estas mujeres desempeñaron un papel crucial dentro del partido, ofreciendo un apoyo vital a los detenidos por las autoridades francesas, especialmente en la superpoblada y deteriorada prisión de Grand Bassam. A pesar de las difíciles circunstancias, se aseguraron de que los activistas encarcelados recibieran lo necesario, como alimentos, ropa limpia y consuelo emocional.
Las mujeres promovieron activamente el mensaje del partido y obtuvieron apoyo en toda la colonia, a pesar de los problemas de alfabetización. Su dedicación se puso de manifiesto en actividades como la venta de carnés de miembro del RDA y la organización de actos para recaudar fondos, que aumentaron significativamente el número de miembros del partido hasta superar los 800.000 en diciembre de 1949. Un momento clave de su activismo fue la marcha del 24 de diciembre de 1949 en la prisión de Grand-Bassam, donde dos mil mujeres protestaron por la detención de militantes del PDCI, marcando un acontecimiento significativo en la resistencia de las mujeres de África Occidental contra el dominio colonial francés y abogando por la liberación de los detenidos.